# Chip Clipper

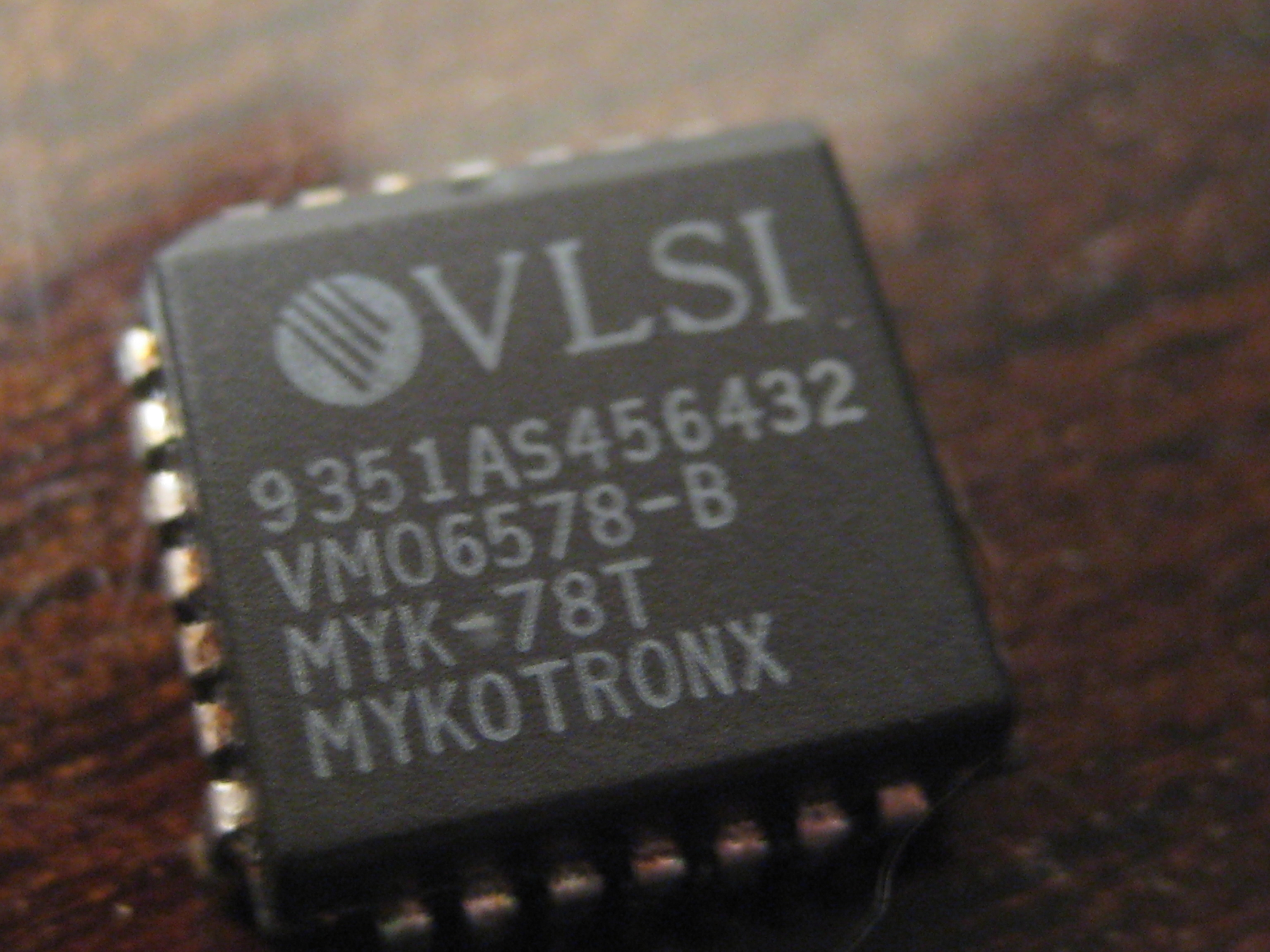
Un chip Clipper MYK-78.

Il chip Clipper era un chipset sviluppato dall'Agenzia per la sicurezza nazionale (NSA) statunitense. Era un dispositivo di cifratura che avrebbe dovuto essere adottato dalle compagnie telefoniche per cifrare le comunicazioni telefoniche. È stato annunciato nel 1993 e dismesso nel 1996.

## Cifrario
Il chip Clipper usava un algoritmo di cifratura chiamato Skipjack per trasmettere le informazioni e lo scambio di chiavi Diffie-Hellman per distribuire le chiavi crittografiche. Lo Skipjack è stato inventato dalla NSA ed inizialmente classificato Secret, per evitare che fosse analizzato dalla comunità dei crittoanalisti. Il governo ha però dichiarato che l'algoritmo era simmetrico, utilizzava una chiave a 80 bit e aveva alcune somiglianze con il DES. L'algoritmo Skipjack è stato declassificato e distribuito al pubblico dalla NSA il 24 giugno 1998. Il costo iniziale del chip era di 16 dollari (non programmato) o 26 dollari (programmato); la sua struttura logica sarebbe stata progettata da Mykotronx, mentre la produzione del chip era stata affidata a VLSI Technology.
Il funzionamento del sistema si basava sulla tecnica del key escrow. Ogni telefono o altro dispositivo dotato di un chip Clipper doveva essere fornito, in fase di fabbricazione, di una chiave crittografica, la quale sarebbe stata detenuta anche dalle agenzie del governo. Esse poi avrebbero potuto decrittare i dati trasmessi ed ascoltare le telefonate in entrate e uscita da un particolare telefono.

## Reazioni
Alcune organizzazioni come l'Electronic Privacy Information Center e l'Electronic Frontier Foundation si sono opposte all'introduzione del chip Clipper, sostenendo che non solo avrebbe sottoposto i cittadini alla possibile sorveglianza illegale da parte del governo, ma anche che, poiché la robustezza della cifratura del chip non era stata valutata dal pubblico, essendo il suo progetto classificato come segreto, le persone e le aziende avrebbero dovuto utilizzare un sistema di comunicazione che poteva rivelarsi poco sicuro. In più, è stato sottolineato che mentre le aziende statunitensi sarebbero state obbligate ad adottare il chip Clipper nei loro sistemi di cifratura, quelle straniere non sarebbero state costrette, così telefoni con sistemi di protezione più robusti sarebbero stati prodotti all'estero e usati in tutto il mondo, compresi gli Stati Uniti, vanificando tutta l'operazione e danneggiando i produttori statunitensi di sistemi di comunicazione. Per questo motivo i senatori John Ashcroft e John Kerry si opposero alla proposta, esprimendosi a favore dei diritti individuali di poter fare comunicazioni sicure.
In risposta al chip Clipper del governo, sono stati sviluppati e distribuiti diversi software crittografici ad elevata affidabilità come Nautilus, PGP e PGPfone. Il pensiero comune era che se una crittografia robusta fosse stata disponibile gratis su Internet, il governo non avrebbe potuto impedirne l'uso. Questa strategia ha avuto effetto e il progetto del chip Clipper è stato abbandonato.

## Vulnerabilità

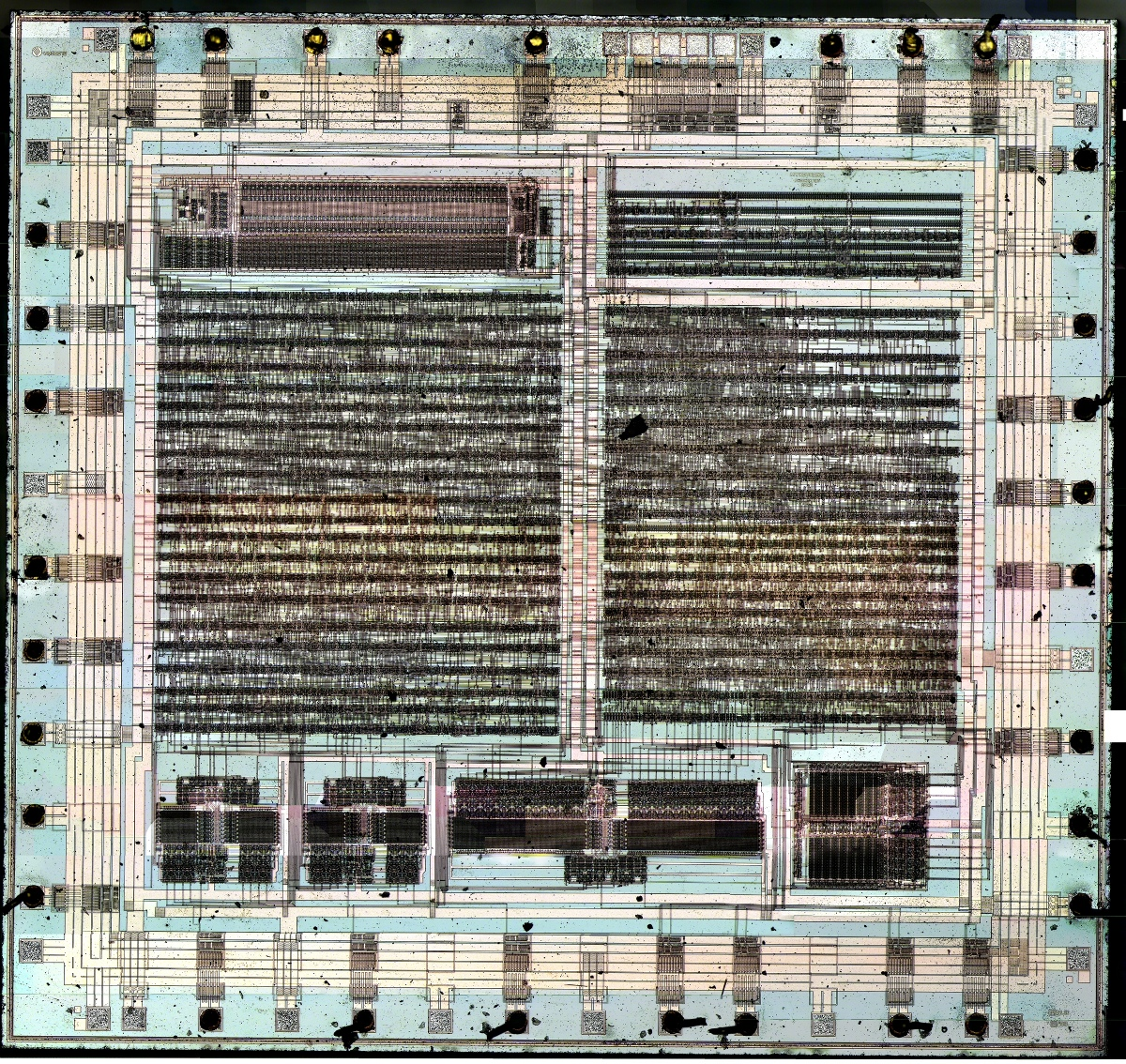
L'interno del chip Clipper MYK-78.

Nel 1994 il ricercatore Matt Blaze dell'Università della Pennsylvania ha pubblicato il documento Protocol Failure in the Escrowed Encryption Standard. Egli ha sottolineato che il sistema di key escrow del chip Clipper ha una seria vulnerabilità. Il chip trasmette un Law Enforcement Access Field (LEAF) a 128 bit che contiene le informazioni necessarie per recuperare la chiave di cifratura. Per impedire che il software che trasmette il messaggio e il LEAF vengano manomessi, è stata inclusa una funzione crittografica di hash a 16 bit. Il Clipper non decritta messaggi con un hash non corretto; tuttavia una funzione di hash di 16 bit era troppo corta per poter fornire sufficiente sicurezza. Un attacco di forza bruta potrebbe facilmente produrre un altro valore di LEAF in grado di fornire lo stesso hash senza però fornire le chiavi corrette in caso di richiesta dalle autorità. Questo potrebbe permettere di usare il Clipper come dispositivo di cifratura ma disabilitando la funzione di key escrow.

## Fine del progetto
Il chip Clipper non è stato adottato né dai consumatori né dai produttori e il progetto è stato abbandonato nel 1996. Il governo degli Stati Uniti ha però continuato a sostenere il key escrow offrendo incentivi ai produttori e consentendo meno controlli sulle esportazioni di prodotti crittografici che adottassero questa tecnica. Questi tentativi sono stati fatti prevalentemente per contrastare la diffusione di tecnologie crittografiche come il PGP, che non sono sotto il controllo del governo degli Stati Uniti. Comunque, attualmente la cifratura delle conversazioni telefoniche è scarsamente applicata, sebbene esistano telefoni cellulari e app per smartphone in grado di applicarla. Inoltre nella quasi totalità dei casi è necessario che il sistema di crittografia sia presente su entrambi i dispositivi tra cui avviene la chiamata.
Nel 1998 l'algoritmo di cifratura Skipjack usato nel chip Clipper è stato declassificato.